# Educazione finanziaria
L'’educazione finanziaria è “quel processo mediante il quale i consumatori/investitori migliorano le proprie cognizioni riguardo a prodotti, concetti e rischi in campo finanziario e, grazie a informazioni, istruzione e/o consigli imparziali, sviluppano le abilità e la fiducia nei propri mezzi necessarie ad acquisire maggiore consapevolezza delle opportunità e dei rischi finanziari, a fare scelte informate, a sapere dove rivolgersi per assistenza e a prendere altre iniziative efficaci per migliorare il loro benessere finanziario. Viene considerata una competenza di base per potersi orientare nelle scelte finanziarie anche le più semplici che riteniamo di assumere nella vita".
Dall’analisi svolta dall’OCSE delle linee guida per l’educazione finanziaria di diversi paesi, è emerso un accordo sugli argomenti rilevanti per rendere i cittadini più consapevoli, si tratta di:
- Il denaro e le transazioni.
- La pianificazione e la gestione delle finanze.
- Il rischio e il rendimento di un eventuale investimento.
- Le caratteristiche del mondo della finanza.

## L'insegnamento dell'educazione finanziaria
Nella comunità accademica si è indagato circa l’efficacia dell’educazione finanziaria e, nonostante all’inizio ci fossero considerazioni più pessimistiche, dalle evidenze attuali si può affermare che i programmi di educazione finanziaria in media hanno un impatto positivo sulla conoscenza finanziaria e sui comportamenti degli individui. Anche in periodi economici avversi, come per la crisi del COVID-19 negli anni 2020-21, l’educazione finanziaria è stata valutata come un modo di rafforzare la resilienza finanziaria delle famiglie. 
Tra gli elementi che contribuiscono a rendere più rilevante nella società l’educazione finanziaria, si possono considerare:
- L’invecchiamento demografico e la maggior responsabilità del cittadino nell’accumulo di ricchezze per la pensione
- La consapevolezza che le scelte finanziarie possono essere influenzate negativamente da bias cognitivi o euristici, di cui si può limitare gli effetti negativi solo conoscendoli[5]
- L'ampliamento della gamma di servizi offerti dagli intermediari e la crescita della loro complessità
- La disponibilita, durante l'operatività, ad investire.
- Per alcune fasce di individui, la presunzione di essere informati circa il mondo della finanza senza in realtà avere le competenze.

## Indagini sull'educazione finanziaria in Italia
In Italia vengono svolte diverse indagini per valutare l'alfabetizzazione finanziaria.

### Indagine Ocse PISA e lo studio internazionale sulla financial literacy
L’indagine promossa dall'Organizzazione per la Cooperazione e lo Sviluppo Economico (OCSE) e denominata PISA: Programme for International Student Assessment, ovvero il Programma per la valutazione internazionale dell'allievo, è uno studio che valutare con periodicità triennale il livello di istruzione degli adolescenti dei principali paesi industrializzati. 
L’Italia partecipa all’Indagine PISA dell’OCSE dalla sua prima edizione, nel 2000. Dal 2012 prende parte anche allo studio internazionale sulla Financial Literacy, ovvero educazione finanziaria. Sono tre le edizioni alle quali l’Italia ha partecipato: 2012, 2015 e 2018.

### Indagine IACOFI
L’Indagine sull’Alfabetizzazione e le Competenze Finanziarie degli Italiani (IACOFI) è condotta dalla Banca d’Italia seguendo la metodologia internazionale OCSE-INFE. 
Tramite questo strumento di indagine si studiano i livelli di cultura finanziaria sintetizzate da appositi indicatori che misurano le competenze finanziarie degli intervistati. Gli indicatori sono riconducibili a queste dimensioni: 
- Conoscenze: le domande si basano sulla comprensione dei concetti di base per fare scelte finanziarie tra i quali l’inflazione, il tasso di interesse, la differenza tra tasso di interesse semplice e composto e l’analisi del rischio.
- Comportamenti: la seconda parte dell’indagine analizza i comportamenti adottati nella gestione delle risorse finanziarie sul breve e sul lungo periodo, quali gli obiettivi finanziari di risparmio e l’organizzazione delle risorse.
- Attitudini: la terza parte esplora le analizzate le attitudini degli italiani tra le quali spicca la propensione degli individui al risparmio.

Dagli studi compiuti con In generale l’alfabetizzazione finanziaria corre parallela al livello di istruzione degli individui.
Le indagini segnalano un livello insufficiente di alfabetizzazione finanziaria degli italiani. Tra gli adulti, le indagini IACOFI, condotte dalla Banca d’Italia nel 2017 e nel 2020, confermano un’alfabetizzazione ancora bassa della nostra popolazione.

#### Risultati delle indagini sulla popolazione Italiana: confronto tra 2017 e 2020
Tra il 2017 e il 2020 la riduzione del punteggio è stata più significativa per le donne, gli over 64enni, i residenti al Nord. La lunga stagnazione dell’economia italiana, nel 2019 il PIL non aveva ancora recuperato i livelli precedenti la crisi finanziaria globale, probabilmente ha influenzato le risposte degli intervistati.
Sono in calo anche i comportamenti secondo cui le persone tengono sotto controllo le questioni finanziarie e prima di comprare qualcosa considerano se possono permetterselo. 
Sostanzialmente stabile è invece la quota di coloro che si pongono obiettivi finanziari a lungo termine.
L’alfabetizzazione finanziaria è più elevata tra i 35 e i 44 anni; è bassa nelle persone con meno di 35 anni, anche perché i giovani in Italia lasciano tardi la famiglia di origine. Questi divari sono prevalentemente dovuti alle diverse caratteristiche della popolazione nelle varie classi di età, soprattutto in termini di istruzione. L’alfabetizzazione degli uomini è più elevata rispetto alle donne.
Il divario tra uomini e donne è notevole, per quanto riguarda le conoscenze, in particolare nel Mezzogiorno.
Le caratteristiche degli individui che influenzano l’alfabetizzazione sono correlate: ad esempio, gli anziani hanno mediamente titoli di studio inferiori rispetto ai più giovani e sono più frequentemente donne che uomini. Le variabili dipendenti sono le componenti di alfabetizzazione finanziaria e l’indicatore totale. Le variabili indipendenti sono il genere, l’età, il titolo di studio e l’area geografica di residenza.
Per promuovere l’educazione finanziaria l’Italia si è così dotata di una strategia nazionale per l’educazione finanziaria, assicurativa e previdenziale, ponendosi l’obiettivo di creare un eco-sistema che favorisca condizioni per iniziative coordinate ed efficaci. Nel 2017 poi è stato costituito il Comitato per la programmazione e il coordinamento delle attività di educazione finanziaria.